# Mesapamea moderata
Mesapamea moderata är en fjärilsart som beskrevs av Eduard Friedrich Eversmann 1843. Mesapamea moderata ingår i släktet Mesapamea och familjen nattflyn. Inga underarter finns listade i Catalogue of Life.